# Mark O'Meara
 (juin 2009).
Si vous disposez d'ouvrages ou d'articles de référence ou si vous connaissez des sites web de qualité traitant du thème abordé ici, merci de compléter l'article en donnant les références utiles à sa vérifiabilité et en les liant à la section « Notes et références ».
Pour les articles homonymes, voir O'Meara.
Mark Francis O'Meara (né le 13 janvier 1957 à Goldsboro, en Caroline du Nord) est un golfeur professionnel américain.
Il obtient son premier titre au Grand Chelem de golf en 1998, remportant les titres au Master, British Open de golf et le Championnat du monde de match-play. Il collabore avec Tiger Woods avec qui il a souvent constitué une doublette lors de la Ryder Cup. Il a disputé cette compétition cinq fois, remportant l'épreuve à deux reprises.